# NJK-Teiche
Die NJK-Teiche in Langenhagen, Ortsteil Schulenburg, bilden ein künstlich beeinflusstes Feuchtbiotop mit besonders geschützten Pflanzen und Tieren. Die kleinen Teiche auf dem Gelände des Vereins Niedersächsischer Jagdklub Hannover (NJK) nahe dem Flughafen Hannover sind für Spaziergänger offengehalten.

## Geschichte und Beschreibung
Im Zuge der Industrialisierung bauten die Menschen zur Belieferung der zahlreichen Ziegeleien zwischen Schulenburg und Kananohe die bodennahen Tonschichten im Tagebau ab. Dadurch entstand an der Stelle der heutigen NJK-Teiche eine große Tongrube, die sich im Lauf der Zeit mit Wasser füllte und einen großflächigen Teich bildete.
Jahrzehntelang bildete die Wasserfläche neben dem ehemaligen Ruhrgas-Speicher, dessen Gelände später vom NJK übernommen wurde, einen mit seiner Uferböschung scheinbar idyllischen See mit zahlreichen Fischarten, die teils von den Angelvereinen der Umgegend gefischt werden konnten.
Im Zuge des Ausbaues des Flughafens in Langenhagen, infolge dessen das ehemalige Dorf Schulenburg-Nord nahezu gänzlich verschwand, identifizierte das Flughafen-Management den NKJ-Teich jedoch als „potentielle Wasserfläche für Großvögel“ und damit ein „Vogelschlag“-Risiko für die startenden und landenden Flugzeuge. Im Interesse der Fluggast-Sicherheit beantragte der Flughafen-Betreiber daher bei der Region Hannover, den NJK-Teich abzupumpen und ihn in kleinere Feuchtbiotope umwandeln zu lassen. In der Folge wurde ab Herbst 2012 zunächst der Teich fast vollständig leergepumpt und der Fischbesatz abgefischt, teils als Futter für den Zoo Hannover, teils als Besatz für andere Teiche verschiedener Anglervereine. Anschließend sollte der NJK-Teich innerhalb von fünf Jahren durch Lastwagen-Ladungen voller Erdaushub großteils verfüllt werden. Da dies nur teilweise gelang, verlängerte 2017 die Region ihren sogenannten „Planfeststellungsbeschluss“ um weitere vier Jahre, jedoch mit der Auflage, in bestimmten Zeiträumen Zählungen des auf dem Feuchtgelände unterdessen beheimateten Tierbesatzes vorzunehmen.
2018 brachten Tierzählungen des Langenhagener Ortsvereins des Naturschutzbundes (NABU) erste Erfolge zutage. In den von Schilf umgebenen nunmehr kleinräumig gestalteten Wasserflächen hatte sich unter zahllosen Kaulquappen von Froschlurchen auch die eines Laubfrosches gefunden. Die Tierart, die hohe Ansprüche an ihren Lebensraum stellt und in Europa unter Naturschutz steht, hatte das Feuchtbiotop offenbar aus eigenem Antrieb zur Fortpflanzung aufgesucht. Im selben Jahr wurde bei einer späteren Kontrolle ein Kammmolch angefunden, eine ebenfalls streng geschützte Tierart.